# クッキーサラダ
クッキーサラダ(英語: Cookie salad)は、バターミルク、バニラプディング、ホイップクリーム、みかん、ファッジ、ショートブレッドなどから作られたデザートサラダ。アメリカ合衆国ミネソタ州やノースダコタ州をはじめとして、米国中西部でよく食べられているデザートサラダの１種。   
パーティーなどで子供たちが持ち寄ったお菓子などから即席で作るのが定番。